# Conchita (opera)
Conchita è un'opera lirica di Riccardo Zandonai. Il libretto fu scritto in francese da Maurice Vaucaire e tradotto da Carlo Zangarini. L'opera fu rappresentata per la prima volta al Teatro Dal Verme di Milano il 14 ottobre 1911.
Gli interpreti della prima rappresentazione furono:
| Ruolo                   | Interprete            |
| ----------------------- | --------------------- |
| Conchita                | Tarquinia Tarquini    |
| Mateo                   | Piero Schiavazzi      |
| Ispettore Garcia Sereno | Enrico Vannuccini     |
| Dolores                 | Elvira Lucca-Cannetti |
| Rufina                  | Ida Zizolfi           |
| Un venditore Guida      | Giuseppe Sala         |
| Tonio                   | Aurelio Viale         |

Direttore d'orchestra era Ettore Panizza.
Il personaggio di Conchita fu creato da Tarquinia Tarquini, che avrebbe sposato Zandonai nel 1917. L'interpretazione fu lodata dalla critica e la Tarquini in seguito interpretò il ruolo alla Royal Opera House di Londra (1912), al Cort Theatre di San Francisco (1912), al Philharmonic Auditorium di Hollywood (1912), al Heilig Theatre di Portland (1912), al Metropolitan Opera House di Filadelfia (1912), alla Chicago Grand Opera Company (1913), alla Metropolitan Opera di New York (1913), e al Teatro di San Carlo di Napoli (1913).

## Trama
La vicenda si svolge a Siviglia.
Conchita Pérez, una povera sigaraia, è corteggiata da Mateo, ma lei resiste alle sue avances. Mateo regala alla madre di Conchita un po' di denaro per alleviare la loro povertà. Offesa, Conchita fugge e diventa una ballerina di flamenco abbastanza famosa. Mateo la rintraccia e insiste con le sue avances che lei continua a respingere. Per metterne alla prova l'amore, Conchita organizza un incontro con un finto amante davanti a Mateo, che si infuria per questo. Conchita ha finalmente la prova del suo amore, che ora può corrispondere.